# سیارک ۱۰۷۱۶
سیارک ۱۰۷۱۶ (به انگلیسی: 10716 Olivermorton، نامگذاری:1983WQ) ده هزار و هفتصد و شانزدهمین سیارک کشف شده‌است که در ۲۹ نوامبر ۱۹۸۳ کشف شد.